# PGC 14790
LEDA/PGC 14790 ist eine Balken-Spiralgalaxie vom Hubble-Typ SBc im Sternbild Stier auf der Ekliptik. Sie ist schätzungsweise 157 Millionen Lichtjahre von der Milchstraße entfernt und gilt als Mitglied der NGC 1550-Gruppe (LGG 113).

Im selben Himmelsareal befinden sich die Galaxien IC 363 und IC 364.